# Geremie Barmé
Geremie R. Barmé, né en 1954, est un sinologue et un historien australien. Il travaille à l'Université nationale australienne. Il est l'auteur d'ouvrages sur la Chine contemporaine et les milieux de la dissidence chinoise.

## Ouvrages
- Le Cinéma chinois - coauteur avec Marie-Claire Quiquemelle et Jean-Loup Passek Éditions du Centre Pompidou, 1992, (1re édition 1985)  (ISBN 2-85850-263-3).
- Shades of Mao: The Posthumous Cult of the Great Leader, Armonk, NY, M.E. Sharpe, 1996.
- In the Red, on contemporary Chinese culture New York, Columbia University Press, 1999[2].

## Référence
1. ↑  (en) Australian National University : Geremie R. Barmé
2. ↑  Jean-Philippe Béja. Geremie Barmé, In the Red, Perspectives chinoises, 2000, vol. 61, n° 1, pp. 79-80. url : http://www.persee.fr/web/revues/home/prescript/article/perch_1021-9013_2000_num_61_1_2553 Consulté le 18 octobre 2010